# Henri-Clermond Lombard
Henri-Clermond Lombard (Genève, 30 maart 1803 - Eaux-Vives, 22 januari 1895) was een Zwitsers klimatoloog en arts.

## Biografie
Henri-Clermond Lombard was een zoon van Jean-Gédéon Lombard en een broer van Alexandre Lombard, die beide bankiers waren. In 1850 huwde hij Anne-Dorothée-Pauline Liotard, een dochter van François-Isaac-Antoine Liotard. Van 1817 tot 1822 studeerde hij in Genève. Vervolgens studeerde hij geneeskunde in Edinburgh en verbleef hij een tijdje in Italië en in Parijs, waar hij zijn doctoraat behaalde in 1827. Nadien studeerde hij in Berlijn en Oostenrijk medische klimatologie.
In 1829 vestigde Lombard zich opnieuw in Genève, waar hij in 1831 arts werd in het ziekenhuis. Hij deed diverse statistische studies naar morbiditeit en mortaliteit en analyseerde het klimaat. Zijn bevindingen verwerkte hij in zijn magnus opum, de Traité de climatologie médicale, dat uit vier delen bestaat en een atlas bevat en werd uitgebracht tussen 1877 en 1880. Hij bestudeerde eveneens het verschil tussen tyfus en buiktyfus.
In 1823 werd hij lid van de Royal Society of Edinburgh. In 1831 werd hij dan weer lid van de Société médicale de Genève, waarvan hij viermaal voorzitter was. Later, in 1882, zat hij het internationaal congres voor hygiëne en demografie in Genève voor.
Net als zijn vader zetelde hij in de Geneefse Conseil représentatif, en dat van 1839 tot 1841.

## Onderscheidingen
- Prix Montyon, 1829.

## Werken
- (fr)  Traité de climatologie médicale, 4 delen, 1877-1880.